# Lista siturilor arheologice din județul Sibiu - H
Lista siturilor arheologice din județul Sibiu - H conține toate siturile arheologice din județul Sibiu înscrise în Repertoriul Arheologic Național (RAN) și aflate în localități al căror nume începe cu litera H. RAN este administrat de Ministerul Culturii și Patrimoniului Național și cuprinde date științifice, cartografice, topografice, imagini și planuri, precum și orice alte informații privitoare la zonele cu potențial arheologic, studiate sau nu, încă existente sau dispărute.
Puteți căuta un sit din localitățile care încep cu litera H folosind formularul de mai jos sau puteți naviga prin toate siturile din județ la Lista siturilor arheologice din județul Sibiu.
| Cod RAN                                   | Denumire | Localitate                    | Adresă  | Datare                                   | Descoperit | Coordonate | Imagine           | Erori            |
| ----------------------------------------- | --- | ----------------------------- | ------- | ---------------------------------------- | ---------- | ---------- | ----------------- | ---------------- |
| 145783.01.01 (Cod LMI: SB-I-m-B-11961.02) | Situl arheologic de la Hamba / ansamblu anonim (Categorie: locuire civilă) (Tip: Așezare)                                  | sat Hamba, comuna Șura Mare   |         | geto-dacică                              |            |            | Încărcați imagine | Raportați eroare |
| 145783.01.02 (Cod LMI: SB-I-m-B-11961.01) | Situl arheologic de la Hamba / ansamblu anonim (Categorie: locuire civilă) (Tip: Așezare)                                  | sat Hamba, comuna Șura Mare   |         | sec. II - III                            |            |            | Încărcați imagine | Raportați eroare |
| 145186.01.01 (Cod LMI: SB-I-s-B-11962)    | Așezarea romană de la Hosman - Luminiș / ansamblu anonim (Categorie: locuire civilă) (Tip: Așezare rurală)                 | sat Hosman, comuna Nocrich    | Luminiș | sec. II - III                            | 1909       |            | Încărcați imagine | Raportați eroare |
| 144839.01                                 | Topoare preistorice de la Hașag (Categorie: descoperire izolată) (Tip: obiecte izolate)                                    | sat Hașag, comuna Loamneș     |         |                                          |            |            | Încărcați imagine | Raportați eroare |
| 145783.02.01 (Cod LMI: SB-II-m-B-12398)   | Biserica fortificată din Hamba / ansamblu anonim (Categorie: structură de cult/religioasă) (Tip: Biserică)                 | sat Hamba, comuna Șura Mare   | 51      | sec. al XIX-lea                          |            |            | Încărcați imagine | Raportați eroare |
| 145783.02.02 (Cod LMI: SB-II-m-B-12398)   | Biserica fortificată din Hamba / ansamblu anonim (Categorie: structură de cult/religioasă) (Tip: Fortificații)             | sat Hamba, comuna Șura Mare   | 51      | sec. al XVI-lea                          |            |            | Încărcați imagine | Raportați eroare |
| 145783.02.03 (Cod LMI: SB-II-m-B-12398)   | Biserica fortificată din Hamba / ansamblu anonim (Categorie: structură de cult/religioasă) (Tip: Turn)                     | sat Hamba, comuna Șura Mare   | 51      | sec. al XIII-lea                         |            |            | Încărcați imagine | Raportați eroare |
| 145783.02.04 (Cod LMI: SB-II-m-B-12398)   | Biserica fortificată din Hamba / ansamblu anonim (Categorie: structură de cult/religioasă) (Tip: Clopotniță)               | sat Hamba, comuna Șura Mare   | 51      | sec. al XVI-lea                          |            |            | Încărcați imagine | Raportați eroare |
| 144624.01.01                              | Biserica medievală cu vechiul hram "Sf. Maria" / ansamblu anonim (Categorie: structură de cult/religioasă) (Tip: Biserică) | sat Hoghilag, comuna Hoghilag |         | sec. al XV-lea                           |            |            | Încărcați imagine | Raportați eroare |
| 144624.02.01                              | Turnul de poartă al fostei Cetății sătești / ansamblu anonim (Categorie: fortificație) (Tip: Turn de poartă)               | sat Hoghilag, comuna Hoghilag | 1       | sec. al XV-lea                           |            |            | Încărcați imagine | Raportați eroare |
| 145186.02.01                              | Cetatea sătească din Hosman / ansamblu anonim (Categorie: construcție) (Tip: Cetate sătească)                              | sat Hosman, comuna Nocrich    | 129     | sec. al XVI-lea                          |            |            | Încărcați imagine | Raportați eroare |
| 145186.02.02                              | Cetatea sătească din Hosman / ansamblu Biserica fortificată (Categorie: construcție) (Tip: Biserică)                       | sat Hosman, comuna Nocrich    | 129     | sec. XIII; modif. în sec. XVI și XVIII   |            |            | Încărcați imagine | Raportați eroare |
| 145186.02.03                              | Cetatea sătească din Hosman / ansamblu anonim (Categorie: construcție) (Tip: Fortificații)                                 | sat Hosman, comuna Nocrich    | 129     | sec. XV - XVI                            |            |            | Încărcați imagine | Raportați eroare |
| 144839.02.01                              | Descoperire de obiecte izolate la Hașag / ansamblu anonim (Categorie: descoperire izolată) (Tip: obiecte izolate)          | sat Hașag, comuna Loamneș     |         | Sângeorgiu de Pădure-Fizeșu Gherlii - B2 |            |            | Încărcați imagine | Raportați eroare |
| 144839.03.01                              | Biserica de la Hașag / ansamblu anonim (Categorie: descoperire de cult) (Tip: Edificiu de cult)                            | sat Hașag, comuna Loamneș     |         | 1875                                     |            |            | Încărcați imagine | Raportați eroare |
| 144839.03.02                              | Biserica de la Hașag / ansamblu anonim (Categorie: descoperire de cult) (Tip: Biserică)                                    | sat Hașag, comuna Loamneș     |         | sec. XIV                                 |            |            | Încărcați imagine | Raportați eroare |